# Poratia fossata
Poratia fossata är en mångfotingart som beskrevs av Loomis 1964. Poratia fossata ingår i släktet Poratia och familjen fingerdubbelfotingar. Inga underarter finns listade i Catalogue of Life.